# North American Soccer League 1974
La temporada 1974 de la North American Soccer League (NASL) fue la 7.ª edición realizada de la primera división del fútbol en los Estados Unidos y Canadá. Los Angeles Aztecs fueron los campeones de la liga tras vencer por 4-3 a los Miami Toros y ganando su primera copa.

## Equipos participantes
| - Baltimore Comets (Nuevo equipo) - Boston Minutemen (Nuevo equipo) - Dallas Tornado - Denver Dynamos (Nueva equipo) - Los Angeles Aztecs (Nuevo equipo) - Miami Toros - New York Cosmos - Philadelphia Atoms (Nuevo equipo) | - Rochester Lancers - Saint Louis Stars - San Jose Earthquakes (Nuevo equipo) - Seattle Sounders (Nuevo equipo) - Toronto Metros - Vancouver Whitecaps (Nuevo equipo) - Washington Diplomats (Nuevo equipo) |

### Equipos retirados
- Atlanta Apollos (Cierre de operaciones)
- Montreal Olympique (Cierre de operaciones)

## Tabla de posiciones
Sistema de puntos: 6 puntos por victoria, 3 por victoria en penales, ninguno por una derrota y 1 punto adicional a cualquier encuentro disputado que haya marcado hasta 3 goles en un partido.

### División del norte
| Pos. | Equipos          | PJ | G  | E | P  | GF | GC | Dif. | Pts. |
| ---- | ---------------- | -- | -- | - | -- | -- | -- | ---- | ---- |
| 1    | Boston Minutemen | 20 | 10 | 1 | 9  | 36 | 23 | +13  | 94   |
| 2    | Toronto Metros   | 20 | 9  | 1 | 10 | 30 | 31 | -1   | 87   |
| 3    | Miami Toros      | 20 | 8  | 2 | 10 | 23 | 30 | -7   | 77   |
| 4    | New York Cosmos  | 20 | 4  | 2 | 14 | 28 | 40 | -12  | 58   |

     Clasifica a la fase final.

### División del este
| Pos. | Equipos              | PJ | G  | E | P  | GF | GC | Dif. | Pts. |
| ---- | -------------------- | -- | -- | - | -- | -- | -- | ---- | ---- |
| 1    | Miami Toros          | 20 | 9  | 6 | 5  | 38 | 24 | +14  | 107  |
| 2    | Baltimore Comets     | 20 | 10 | 2 | 8  | 42 | 46 | -4   | 105  |
| 3    | Philadelphia Atoms   | 20 | 8  | 1 | 11 | 25 | 25 | 0    | 74   |
| 4    | Washington Diplomats | 20 | 7  | 1 | 12 | 29 | 36 | -7   | 70   |

     Clasifica a la fase final.

### División del sur
| Pos. | Equipos         | PJ | G | E | P  | GF | GC | Dif. | Pts. |
| ---- | --------------- | -- | - | - | -- | -- | -- | ---- | ---- |
| 1    | Dallas Tornado  | 20 | 9 | 3 | 8  | 39 | 27 | +12  | 100  |
| 2    | St. Louis Stars | 20 | 4 | 1 | 15 | 27 | 42 | -15  | 54   |
| 3    | Denver Dynamos  | 20 | 5 | 0 | 15 | 21 | 42 | -21  | 49   |

     Clasifica a la fase final.

### División del oeste
| Pos. | Equipos              | PJ | G  | E | P  | GF | GC | Dif. | Pts. |
| ---- | -------------------- | -- | -- | - | -- | -- | -- | ---- | ---- |
| 1    | Los Angeles Aztecs   | 20 | 11 | 2 | 7  | 41 | 36 | +5   | 110  |
| 2    | San Jose Earthquakes | 20 | 9  | 8 | 3  | 43 | 38 | +5   | 103  |
| 3    | Seattle Sounders     | 20 | 10 | 3 | 7  | 37 | 17 | +20  | 101  |
| 4    | Vancouver Whitecaps  | 20 | 5  | 4 | 11 | 29 | 30 | -1   | 70   |

     Clasifica a la fase final.

## Fase final

### Cuartos de final
| Fecha        |                  | Resultado |                      |
| ------------ | ---------------- | --------- | -------------------- |
| 15 de agosto | Dallas Tornado   | 3 - 0     | San Jose Earthquakes |
| 18 de agosto | Boston Minutemen | 1 - 0     | Baltimore Comets     |

### Semifinales
| Fecha        |                    | Resultado |                  |
| ------------ | ------------------ | --------- | ---------------- |
| 18 de agosto | Los Angeles Aztecs | 2 - 0     | Boston Minutemen |
| 15 de agosto | Miami Toros        | 3 - 1     | Dallas Tornado   |

### Final
| Fecha        |             | Resultado          |                    |
| ------------ | ----------- | ------------------ | ------------------ |
| 25 de agosto | Miami Toros | 3 - 3 (3 - 5 pen.) | Los Angeles Aztecs |

| Bandera de Estados Unidos                |
| Campeón Los Angeles Aztecs Primer título |

## Goleadores
| Jugador         | Equipo               | Goles | Puntos |
| --------------- | -------------------- | ----- | ------ |
| Paul Child      | San Jose Earthquakes | 15    | 36     |
| Peter Silvester | Baltimore Comets     | 14    | 31     |
| Doug McMillan   | Los Angeles Aztecs   | 10    | 30     |

## Premios

### Reconocimientos individuales
- Jugador más valioso

  Peter Silvester (Baltimore Comets)
- Entrenador del año

 Al Miller (Philadelphia Atoms)
- Novato del año

 Douglas McMillan (Los Angeles Aztecs)